# Rose Hartwick Thorpe
Rose Hartwick Thorpe (ur. 18 lipca 1850 w Mishawakce, zm. 19 lipca 1939 w San Diego) – amerykańska poetka. Ukończyła publiczne liceum w Litchfield w stanie Michigan w 1868 r. W 1871 wyszła za mąż za Edmunda Carsona Thorpe'a, mieli dwójkę dzieci. Znana jest przede wszystkim jako autorka poematu Curfew Must Not Ring Tonight napisanego w wieku 16 lat w 1867, opublikowanego w 1870 przez gazetę Detroit Commercial Advertiser, w której publikowała swoje wcześniejsze prace. Curfew Must Not Ring Tonight należał do najbardziej rozpoznawalnych utworów w XIX wieku, był ulubionym poematem Królowej Wiktorii. W XX wieku został zapomniany. W 1895 Stanley Hawley skomponował muzykę do poematu, a jej zapis nutowy został opublikowany przez Roberta Cooksa.  
Poetka wydała między innymi Ringing Ballads, Including Curfew Must Not Ring To-night (1887) i The Poetical Works of Rose Hartwick Thorpe (1912).

## Wybrana twórczość[5]
- Fred's dark days (1881)
- Nina Bruce ; or, A girl's influence (1896)
- As others see us, or, The rules and customs of refined homes and polite society ... : also complete self instruction in physical culture for both ladies and gentlemen (1896)
- Ringing ballads,: including Curfew must not ring tonight (1887)
- Temperance poems (1887)
- The Chester girls (1887)
- The year's best days for boys and girls (1888)
- White lady of la jolla (1904)